# Pseudotelegeusis
Pseudotelegeusis är ett släkte av skalbaggar. Pseudotelegeusis ingår i familjen Telegeusidae.
Kladogram enligt Catalogue of Life:
| Pseudotelegeusis | \| \| Pseudotelegeusis howdeni \| \| \| \| \| \| Pseudotelegeusis oculatus \| \| \| \| |
|                  | \| \| Pseudotelegeusis howdeni \| \| \| \| \| \| Pseudotelegeusis oculatus \| \| \| \| |
|                  | Telegeusis                                                                             |
|                  |                                                                                        |
|                  | Pseudotelegeusis howdeni                                                               |
|                  |                                                                                        |
|                  | Pseudotelegeusis oculatus                                                              |
|                  |                                                                                        |

|  | Pseudotelegeusis howdeni  |
|  |                           |
|  | Pseudotelegeusis oculatus |
|  |                           |